# Церква Успіння Пресвятої Богородиці (Лютенька).
Церква Успіння Пресвятої Богородиці — новий дерев'яний храм, побудований на території руїн Успенської церкви села Лютенька під керівництвом протоієрея Василя (Лило).

## Примітки

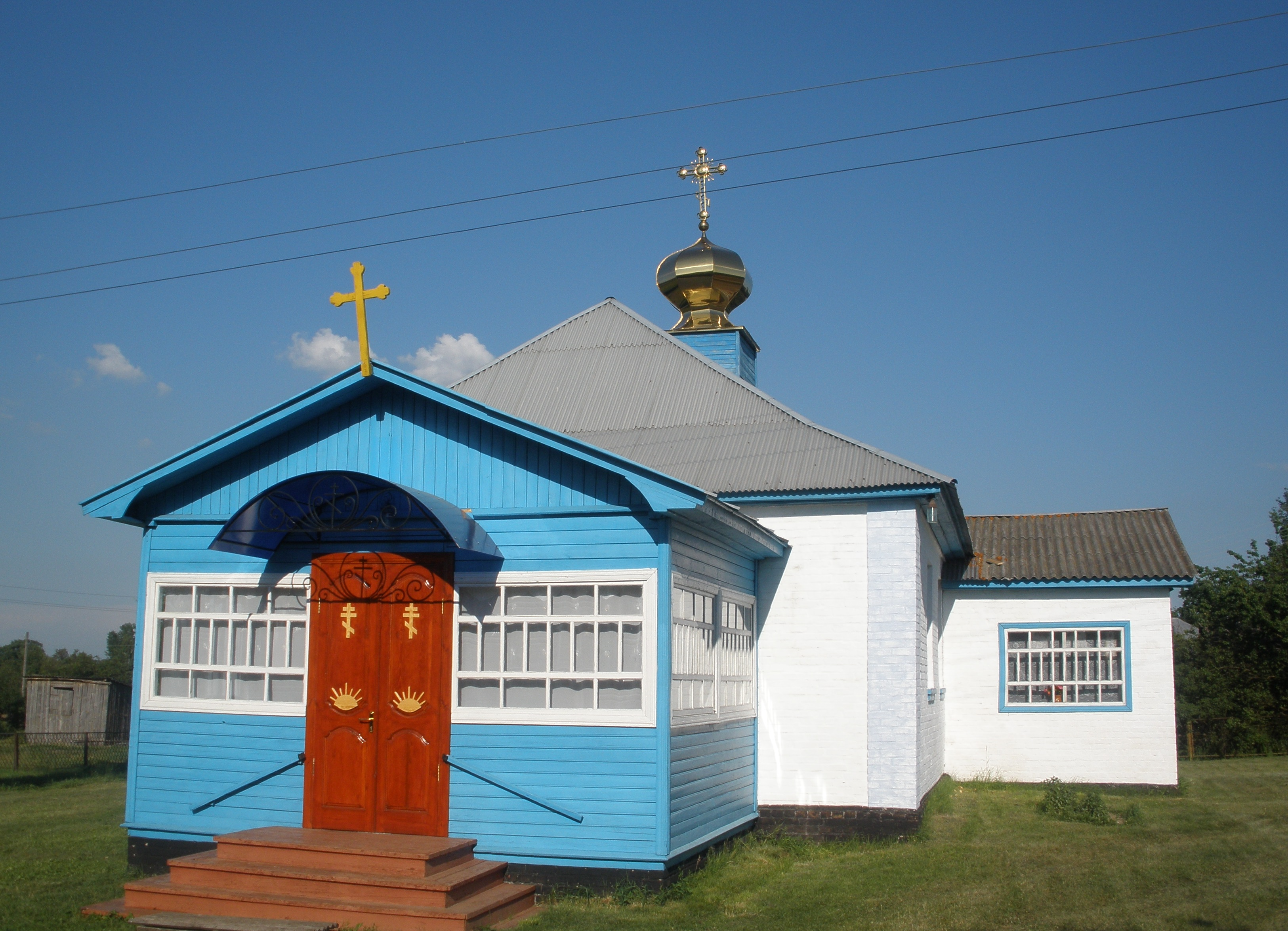
Свято-Успенська церква (молитовний будинок) с. Лютенька

## Опис
Дерев'яний п'ятикупольний храм виконаний у бойківському стилі, він побудований на високому кам'яному цоколі. Матеріалом для стін храму служить сосна. Купола та дах церкви виконані із покрівельної сталі темно-зеленого кольору. Встановлено п'ять позолочених хрестів, під кожним розташовані позолочені кулі. Площа храму 224 м², висота храму сягає 18 метрів (найвища будівля села).
Поблизу храму розташована уціліла будівля церковної «сторожки», частина цегляної огорожі та колишній церковний будинок який приватизований місцевими мешканцями.

## Передісторія
У 2008 році територія руїн Свято-Успенської церкви перейшла до релігійної громади села Лютенька, яку очолив протоієрей Василь (Лило). Станом на 2008 рік на території було стихійне звалище, ріс густий чагарник, декілька старих дерев. Силами релігійної громади дану земельну ділянку було приведено в порядок.
У 2008—2010 роках проводилася археологічна експедиція Полтавського національного педагогічного університету імені В. Г. Короленка та Полтавського краєзнавчого музею. У ході якої були знайдені чисельні людські захоронення та історичні артефакти. Рештки фундаменту було концервовано. На місці церкви археологи знайшли одяг української козацької старшини початку XVIII століття, поховання дружини полковника, унікальну «портретну» ікону та інші унікальні артефакти. 

## Історія будівництва
2010 року Митрополит Полтавський і Миргородський Філіп разом із священнослужителями Гадяцького благочиння освятили хрест на будівництво храму.
Того ж року по благословінню Митрополита Полтавського і Миргородського Філіпа було проведено перезахоронення людських рештків, знайдених в результаті розкопок керівником Гадяцького благочиння протоієреєм Ігорем (Цебенко), протоієреєм Степаном (Кавчак), протоієреєм Василем (Лило). Перезахоронення проводилося за благодійні пожертви прихожан.
30 червня 2012 року після читання акафіста Успінню Пресвятої Богородиці розпочалося будівництво із викопування котловану під фундамент силами релігійної громади. Люди працювали безоплатно у вільний час. Ця подія об'єднала місцевих мешканців, щодня для працючих на будівництві готувалися обід та вечеря, продукти надавали місцеві мешканці. Того ж року було залито залізобетонний фундамент.
Літом 2013 року було побудовано кам'яний цоколь. 
30-го травня 2015 року по благословінню Митрополита Полтавського і Миргородського Філіпа відбулося освячення наріжного каменю протоієреєм Степаном (Кавчак) та протоієреєм Василем (Лило), було розпочато будівництво стін храму. Будівельна бригада складалася із 7 чоловік очолював яких Библів Юрій Юрійович. Через 46 днів (14 липня 2015 року) будівництво стін храму завершилося. Наприкінці літа 2015 року зовнішні стіни храму були пофарбовані.
2016 року розпочато спорудження куполів та покрівельні роботи будівельною бригадою Голуба Юрія Сергійовича. Встановлено вікна та двері.
2017 року утеплено та обшито вагонкою «другий» поверх храму та підшив.
2018 року утеплено та обшито вагонкою паламарку та ризницю
2019 року утеплено та обшито вагонкою хори, та бабинець храму, побудовано декоративну дерев'яну огорожу навколо території храму, проведено ремонт церковної «сторожки» та цегляної огорожі. На церковному подвір'ї висаджено 20 ялинок.
Станом на весну 2019 року будівництво храму триває. Храм будується за добровільні пожертви релігійної громади, без генерального спонсора.

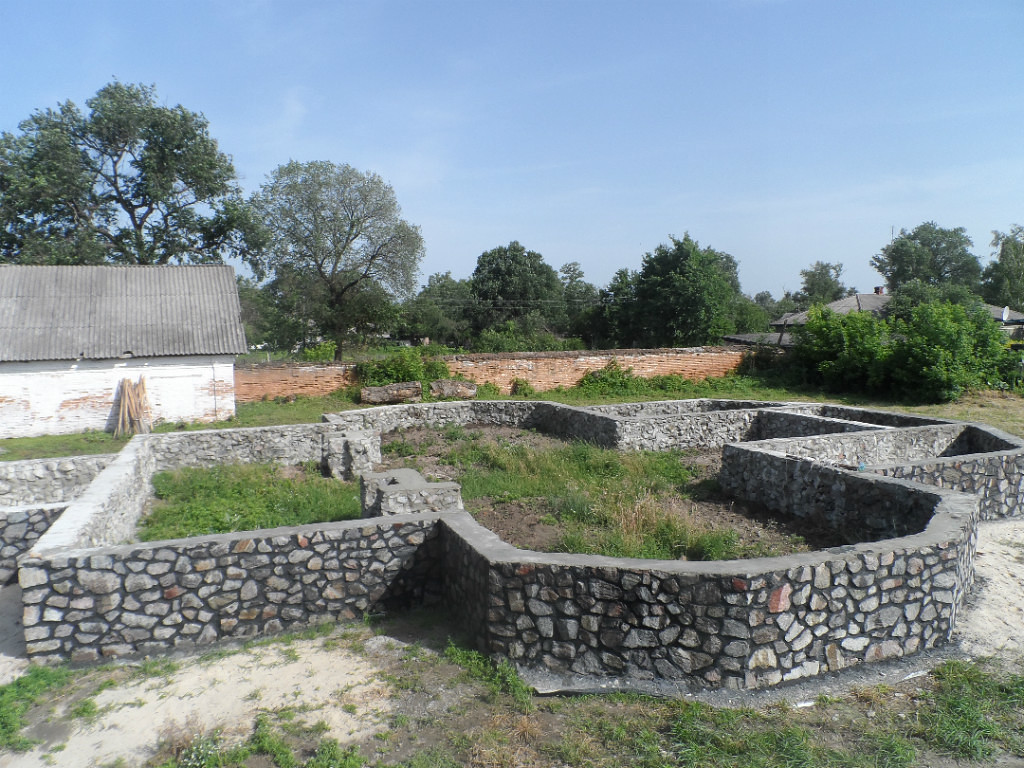
Цоколь Церкви Успіння Пресвятої Богородиці 2013 рік.
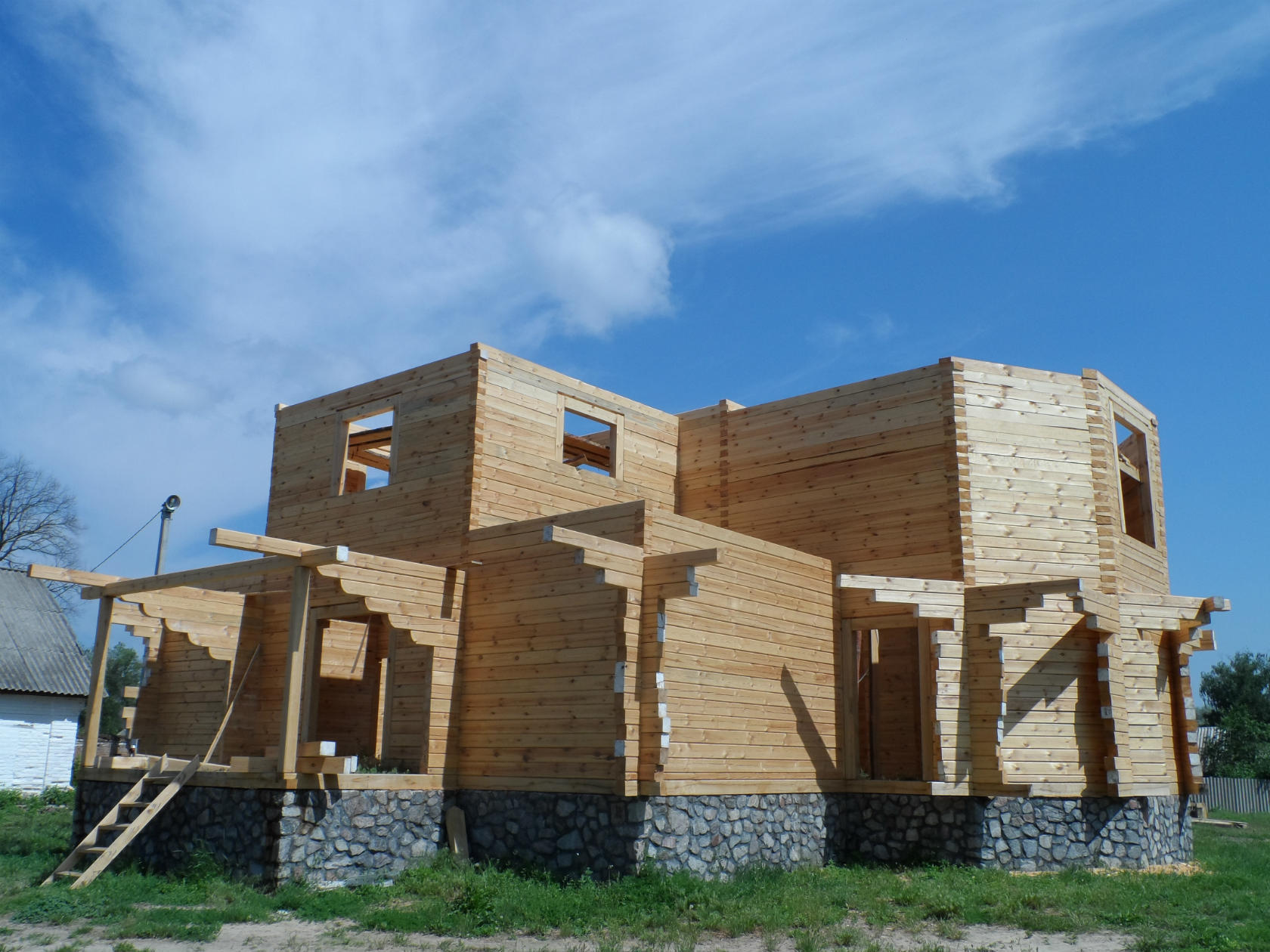
Церква Успіння Пресвятої Богородиці (Лютенька) , спорудження стін.
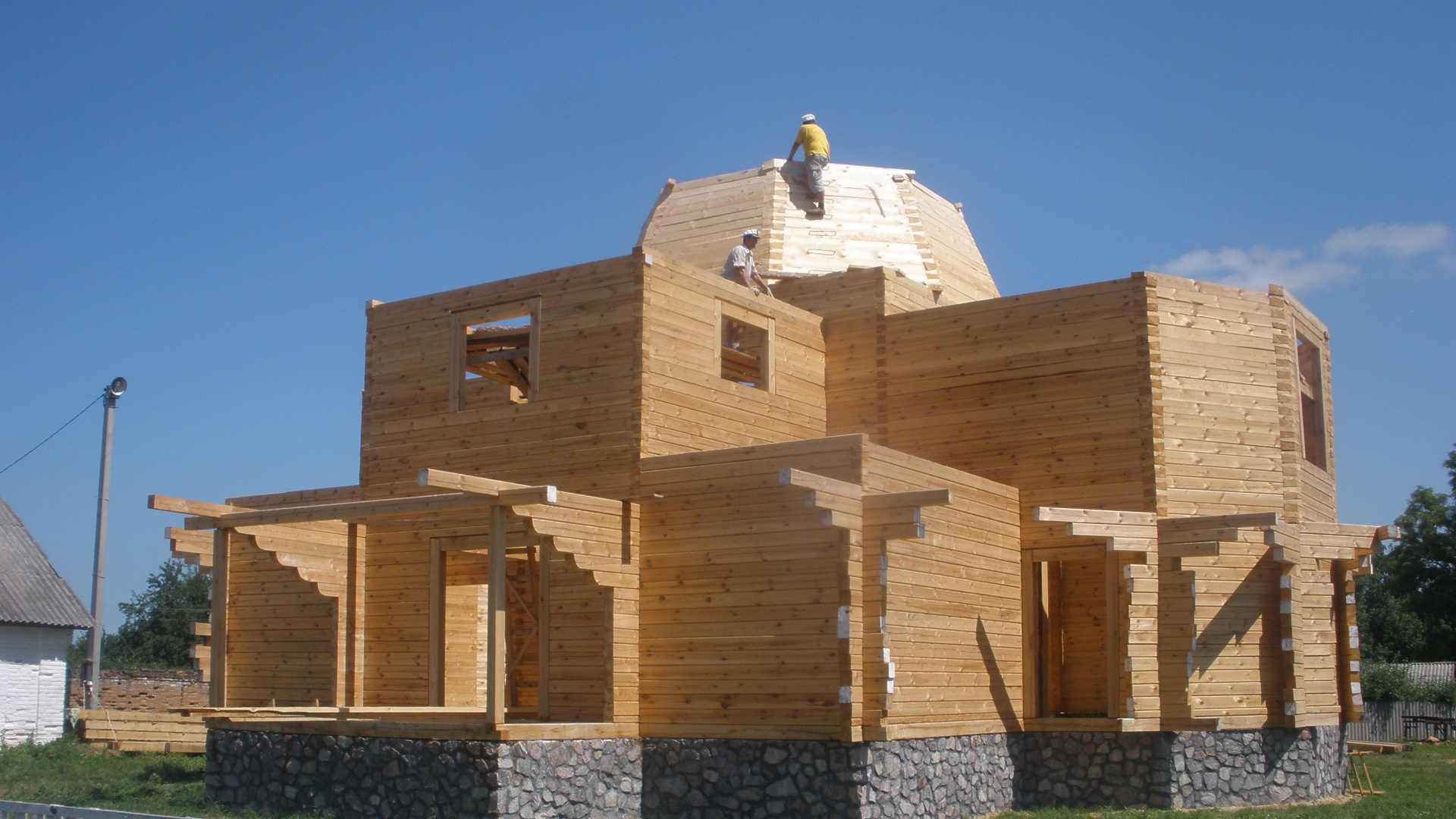
Спорудження стін храму.
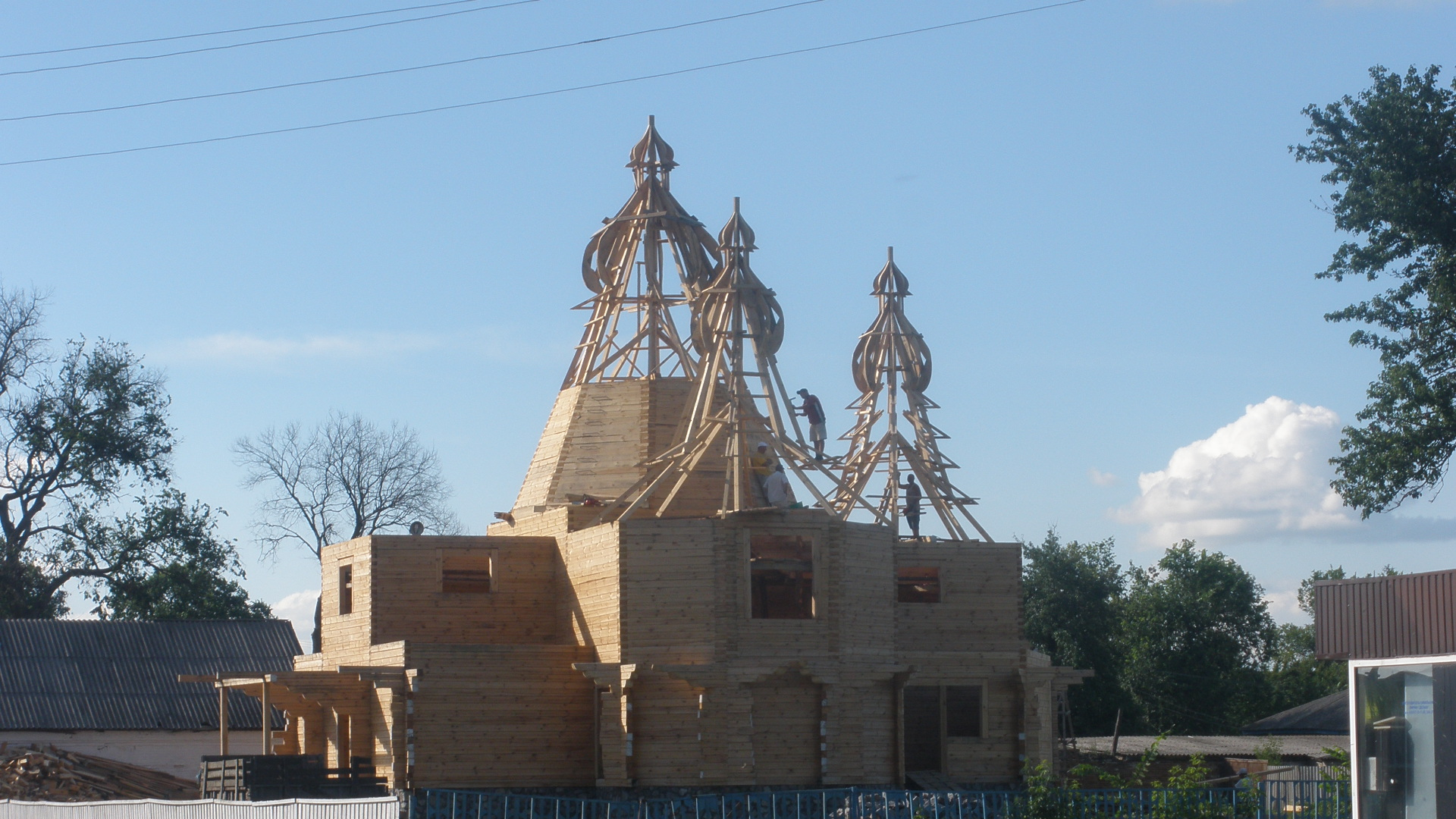
Церква Успіння Пресвятої Богородиці (Лютенька) , спорудження куполів.
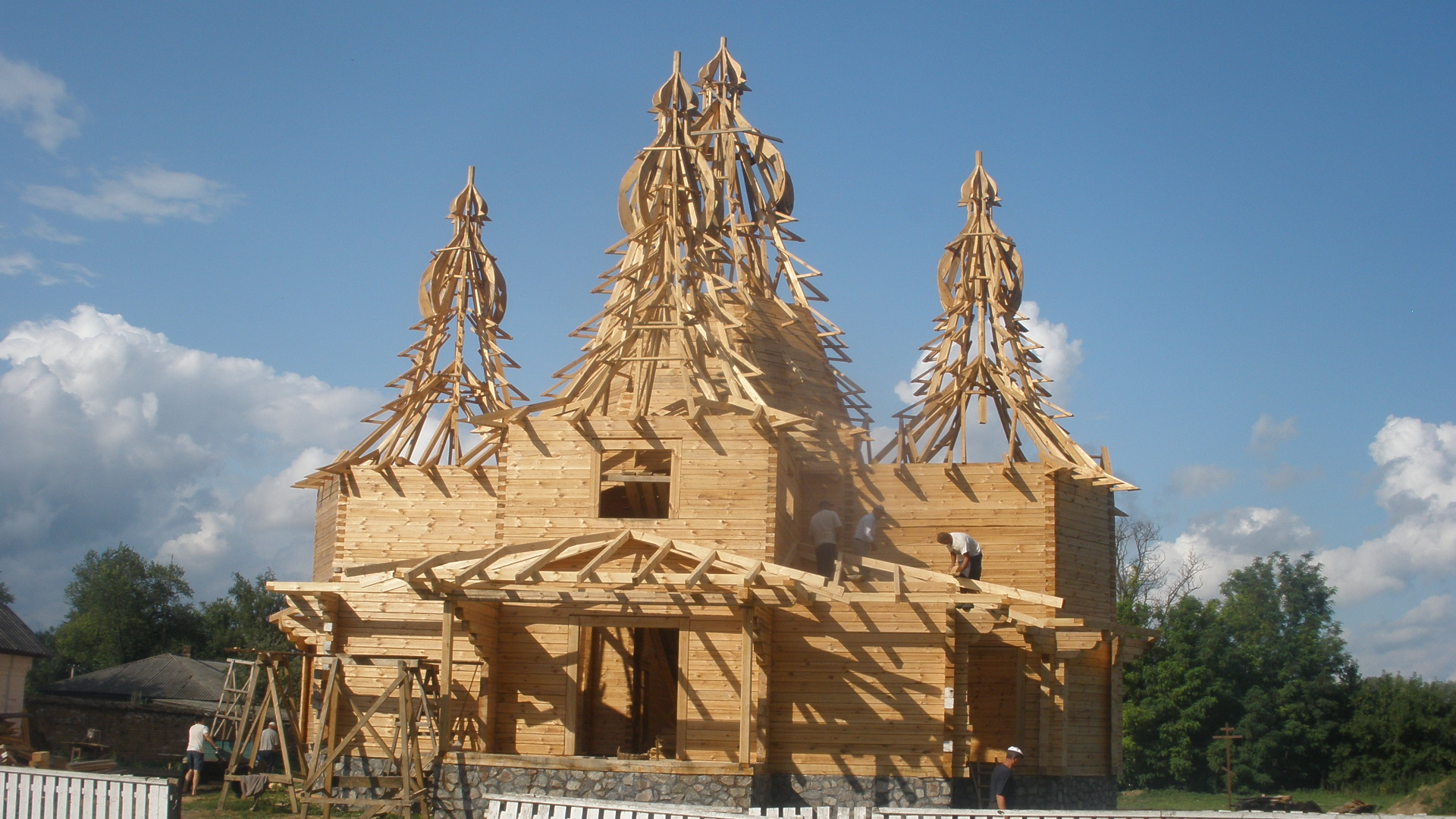
Церква Успіння Пресвятої Богородиці (Лютенька), спорудження куполів та даху.
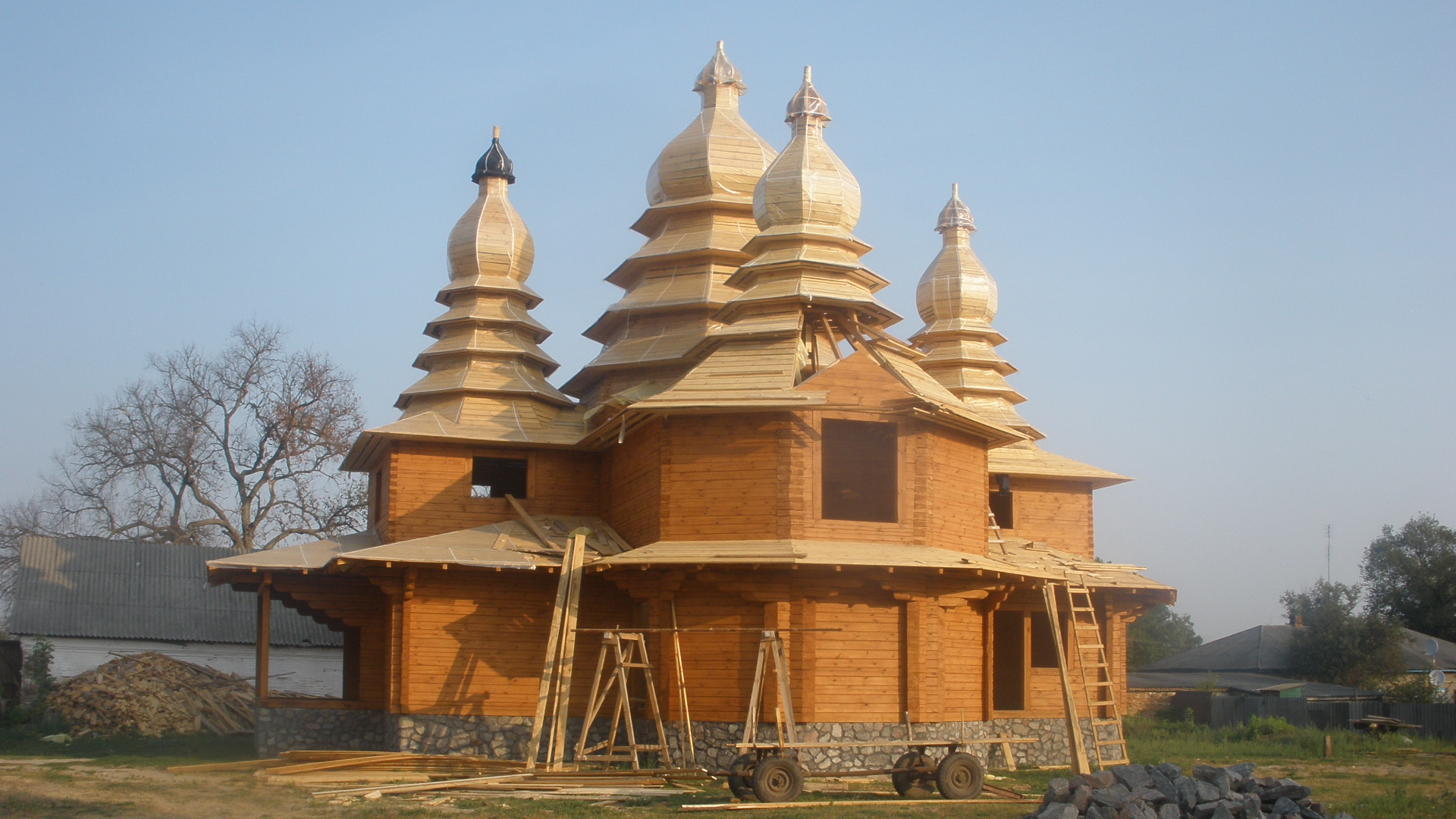
Церква Успіння Пресвятої Богородиці, спорудження куполів.
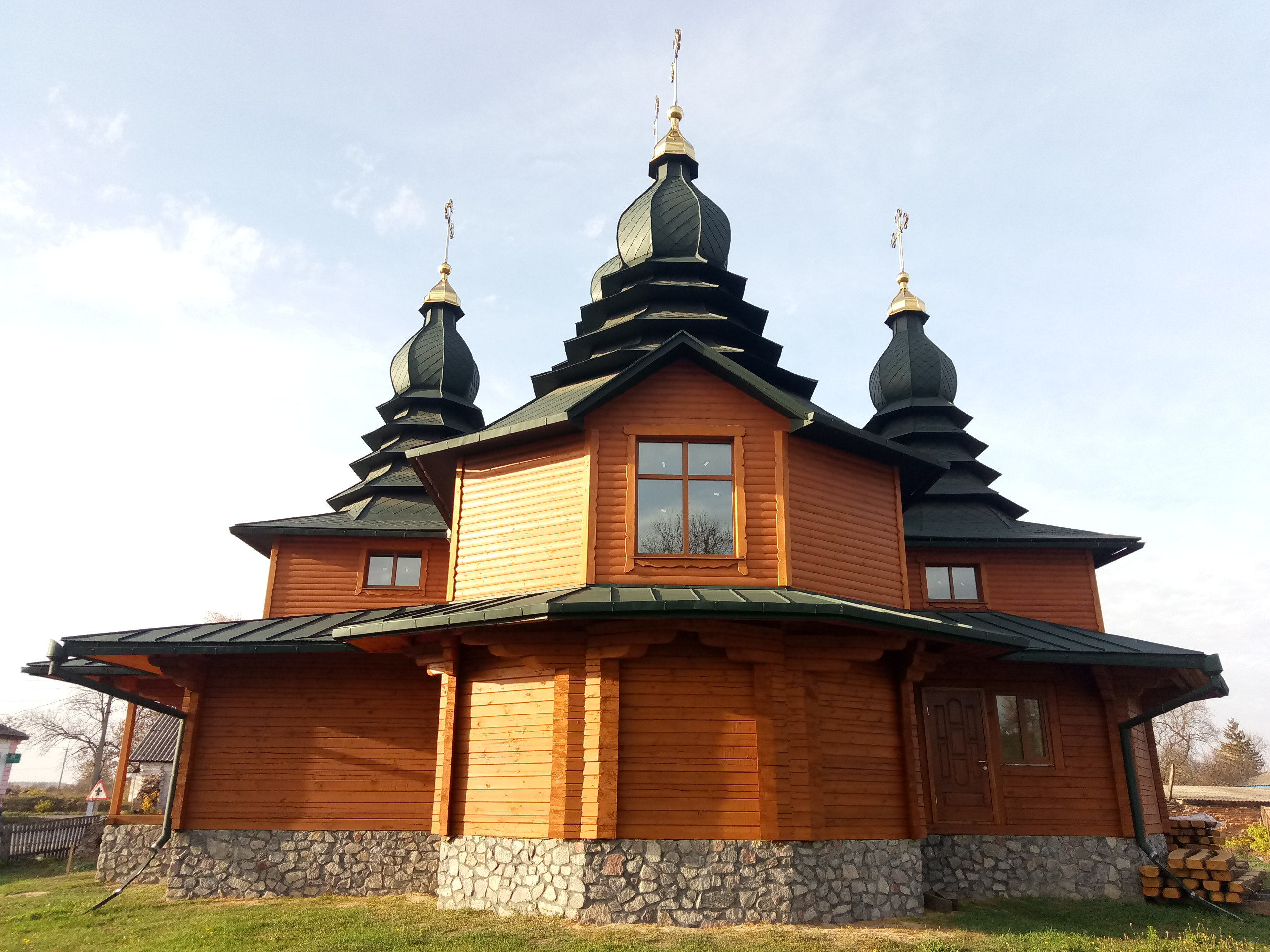
Церква Успіння Пресвятої Богородиці 2018
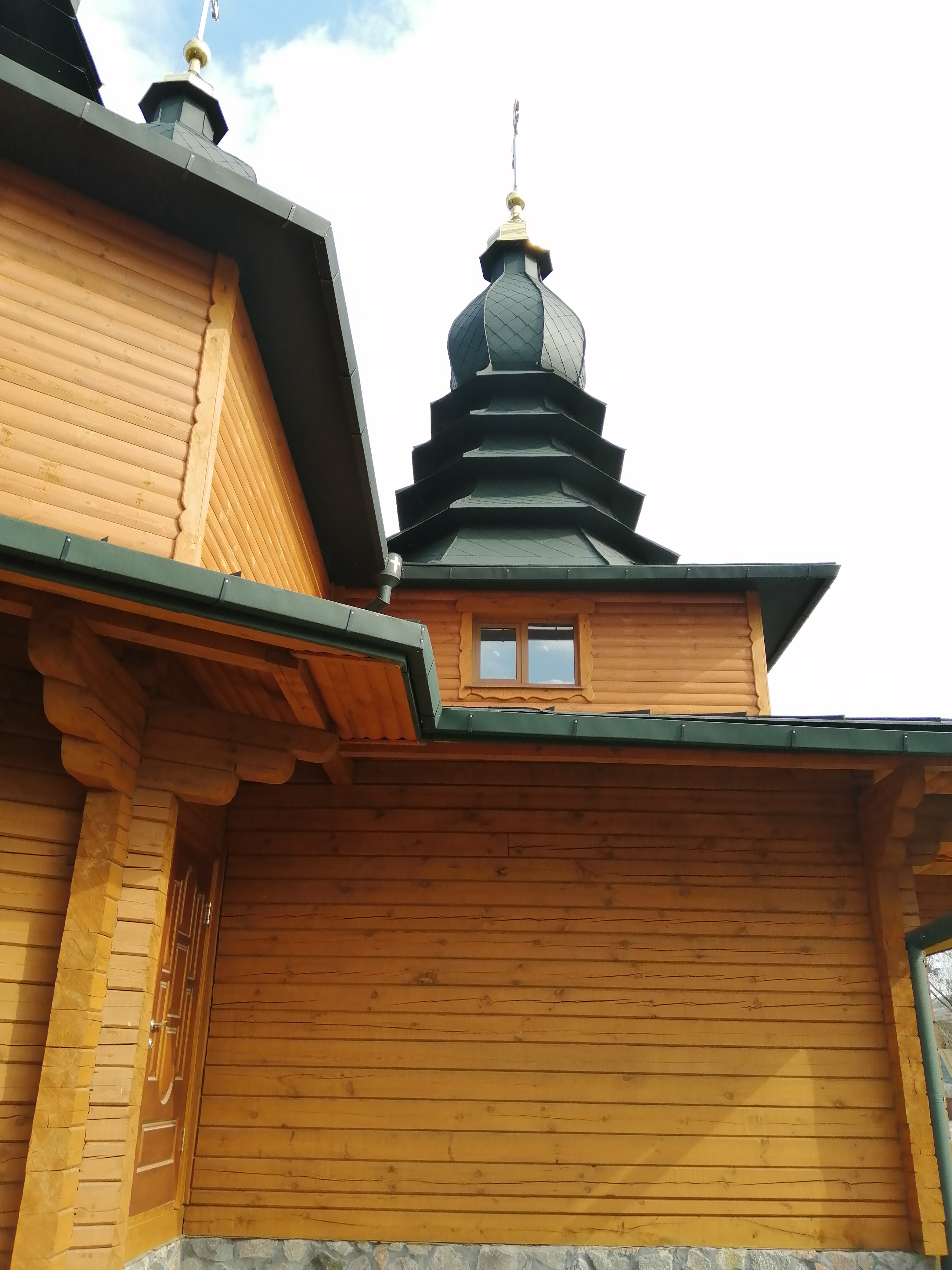
Церква Успіння Пресвятої Богородиці (Лютенька) вигляд на купол.
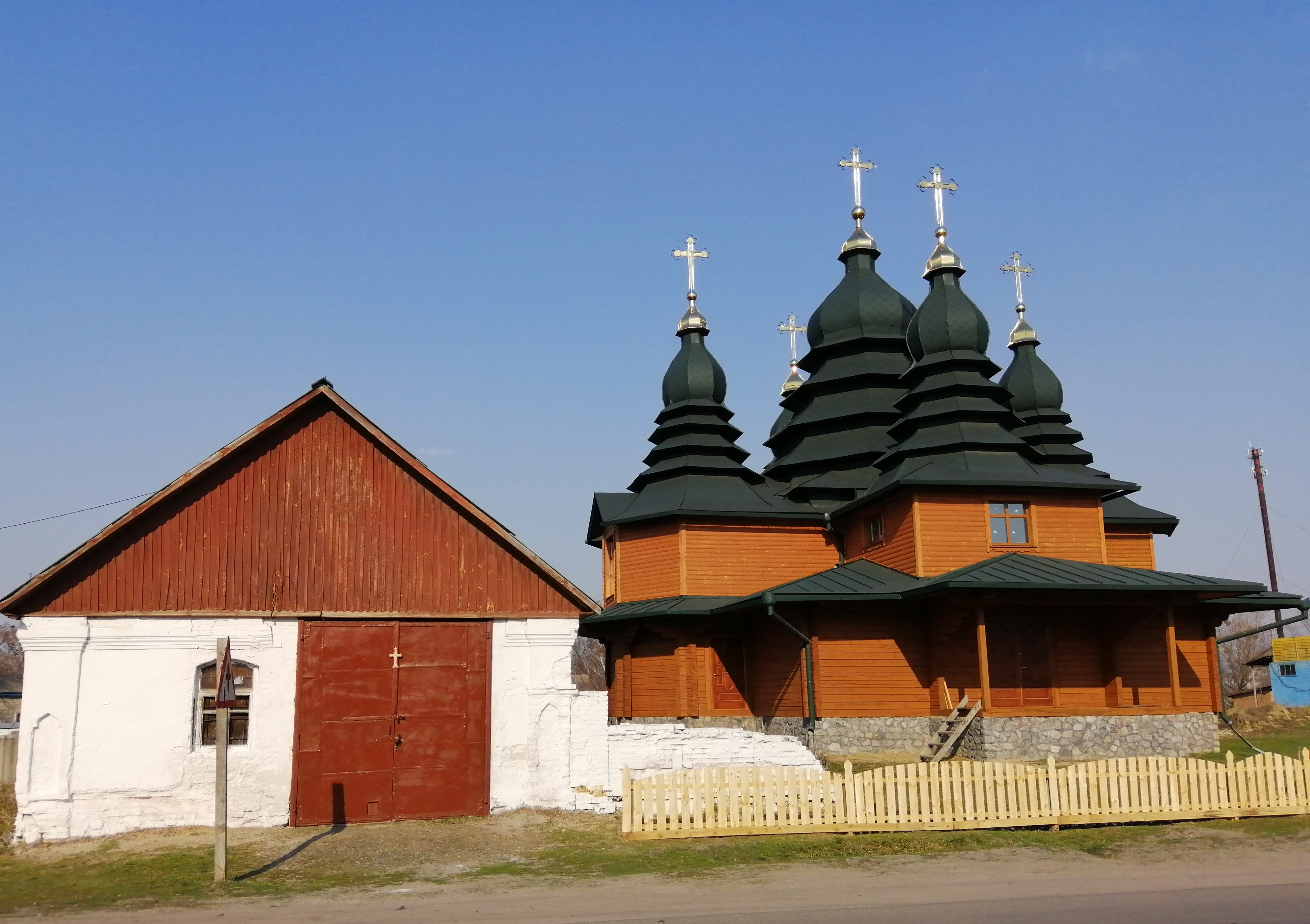
Будівля церковної «сторожки» та новий дерев'яний храм с. Лютенька весна 2019.
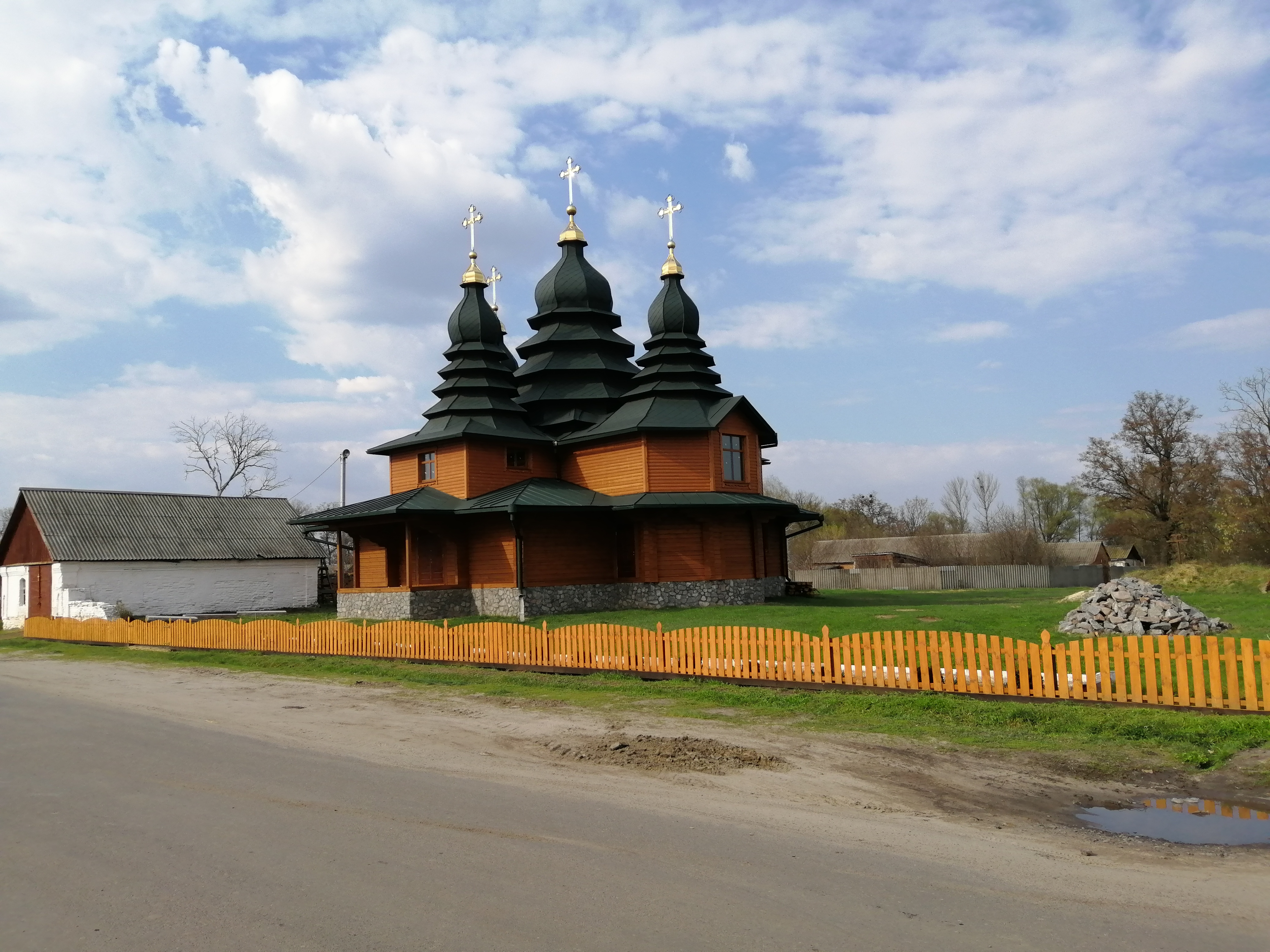
Церква Успіння Пресвятої Богородиці (Лютенька) 2019
Церква Успіння Пресвятої Богородиці (Лютенька) 05-2021